# Duda és Pocsolya
A Duda és Pocsolya (eredeti cím: Toot and Puddle) gyerekeknek szóló amerikai–brit–kanadai rajzfilm sorozat, amelyet a Mercury Filmworks, HIT Entertainment, National Geographic Kids, Treehouse Originals, CBeebies Originals, és Noggin Originals készített Holly Hobbie azonos című könyvsorozata alapján. A műsor a két címszereplő malac kalandjait követi nyomon, akik minden epizódban a új helyeket, kultúrákat ismernek meg. A sorozat 1 évadot élt meg 52 epizóddal. Külföldön 2008. november 22-tól 2012. február 25-ig több tévécsatorna is vetítette. Magyarországon a Minimax mutatta be 2009-2010 táján. 24 perces egy epizód.